# 슬레이어즈
《슬레이어즈》(일본어: スレイヤーズ ←Slayers)는 일본의 후지미 판타지아 문고에서 발행하고 있는 칸자카 하지메의 라이트 노벨이다. 또한, 이것을 원작으로 하는 애니메이션, 만화, 라디오 드라마, 게임 작품이 나오기도 했다.
소설판의 일러스트는 아라이즈미 루이가 맡았다. 제1차 판타지아 장편 소설 대상 준입선 수상작이다.

## 작품 전개
본 작품은 소설 이외에도, 만화·애니메이션·롤플레잉 게임 등 여러 가지로 전개되고 있어 《신세기 에반게리온》과 더불어 일본 애니메이션 비즈니스에서 미디어 믹스 비즈니스 모델을 완성시켰다는 중요한 위치를 가지고 있는 작품이다.
만화판은 본편의 만화화인 초폭 마도전 슬레이어즈 외에도 아라이즈미 루이의 단편이나 수룡왕의 기사 등이 출판되어 있다.
1994년 반프레스토에서 슈퍼 패미콤 롤플레잉 게임을 발매하였으며, 그 후에도 슬레이어즈 2 등이 발매되었다. 많이 알려지진 않았지만, 슈퍼 패미콤판보다 이전에 PC98용 게임도 발매되었으나 스토리는 완전히 별개이다.
1995년에는 텔레비전 및 극장 애니메이션화되었다. 텔레비전 애니메이션판은 그 뒤 슬레이어즈 NEXT, 슬레이어즈 TRY 시리즈로 이어졌으며 극장판 역시 시리즈화되었다. 뒤에 OVA판도 역시 시리즈로 제작되었다. 2008년 4기인 슬레이어즈 REVOLUTION이 방영되었고, 2009년 그 후속작인 슬레이어즈 에볼루션 R이 방영되었다.
대한민국에서도 TV 애니메이션 전체가 방영되었는데, 2개의 방송사에서 각각 방영했다는 특징이 있다. 1996년 투니버스에서는 말괄량이 전사→말괄량이 전사 NEXT→슬레이어스 TRY라는 제목으로, 1997년 SBS에서는 마법소녀 리나(NEXT를 포함)→마법소녀 리나 TRY 라는 제목으로 방영되었다.
같은 후지미 판타지아 문고의 대표작품인 마술사 오펜과의 콜라보레이션 기획인 슬레이어즈VS오펜이 있는데, 이 소설에는 두 작품의 주요 캐릭터가 함께 출연한다.

## 재방영
재방영은 애니원, 챔프TV, 애니박스에서 SBS더빙판을 재방영한 적이있다.

## 세계관
슬레이어즈 세계는 중세 유럽풍을 기초로 하고 있으며, 인간 이외에 드래곤이나 엘프, 드워프, 고블린 등도 존재하는, 전형적인 톨킨 계통의 판타지 세계라고 할 수 있다. 당연히 마법 역시 존재하며, 영창이나 용도 등에 관해서 단편적이면서도 체계적인 계통이 설정되어 있다.
리나들이 살고 있는 세계는 ‘혼돈의 바다에 꽂힌 지팡이 위에 올려진 접시같이 평면적인 구조를 하고 있으며 이 세계 이외에도 몇 개의 다른 세계가 존재하고 있다. 그리고 이 각각의 세계에는 저마다 마왕과 신이 서로 세력을 놓고 다투고 있다. 마왕은 세계를 지탱하는 지팡이를 원하며 멸망을 바라는 존재이며, 신은 마왕으로부터 지팡이를 수호하는 존재’라는 것이 통설로 받아들여지고 있다. 리나들의 세계에서도 붉은 눈의 마왕(루비 아이) 샤브라니그두와 붉은 용신(플레어 드래곤) 쉬피드라고 하는, 붉은색을 상징으로 하는 마왕과 신이 치열하게 격전을 벌이다가, 약 5천년 전에 붉은 눈의 마왕은 일곱 조각으로 나뉘어 각각 따로 봉인되었고 붉은 용신은 자신의 분신 넷을 남겨놓고 멸망해 버렸다. 덧붙여 다른 세계의 모습은 동일 작가의 SF소설 로스트 유니버스에서 묘사되고 있다.
마족이 추구하고 있는 세계의 멸망은, 통상 기본적인 세계관과는 판이하게 다른, 세계를 멸망시킨 후에는 자신들도 뒤따라 모두 멸망하는 것이다. 단 어디까지나 자신들을 포함한 세계의 모든 존재를 말살하여 혼돈의 바다로 환원하는 것이 정의이며, 올바르다고 생각하기 때문에 자신들만 멸망하는 것은 아무 의미도 없다고 생각한다. 이에 반대하는 위치에 있는 것이 바로 세계의 존속을 추구하는 신족이다.

### 마족
마족은 자신의 멸망과 더불어 세계 그 자체의 멸망을 바라는 종족이다.
그 중 마왕이라 불리는 존재는 총 네 존재로, 리나가 살고 있는 세계는 붉은 눈의 마왕 루비아이 샤브라니구드가 일곱 조각으로 나뉜 채 봉인되어 있는 상태이며 그 중 두 조각이 전 15권의 소설에서 직간접적으로 리나 일행에 의해 파괴된다. 그러나 먼 옛날 용신과 세계를 두고 다투었던 마왕이니만큼 남은 조각이 여전히 그 휘하의 마족들을 지배하고 있으며, 바로 아래의 수하의 으뜸은 명왕 헬마스터 피브리조, 지위는 동등하나 그 힘이 균등하게 명왕보다 낮은 수하로 수왕 그레이터 비스트 제라스 메탈리움, 해왕 딥씨 다루핀, 패왕 다이너스트 그라우세라, 그리고 이후 환생을 통해 인간의 마음을 일부 지니게 된 후 샤브라니구드를 배신하는 마룡왕 카오스 드래곤 가브가 있다. 이들을 제외한 마족 중에서는 수왕의 유일한 신관 제로스(Xellos)가 가장 강하다고 할 수 있다. 본래 이 '왕'들은 각자 복수의 장군과 신관을 두나 수왕 제라스 메탈리움의 경우 장군과 신관의 분리된 힘을 합쳐 제로스만을 만들어낸 것이다. 이 아래로 더 많은 마족들이 있으며, 가장 낮은 단계의 마족은 브라스 데몬이나 렛서 데몬이다. 그러나 이러한 소환된 데몬들의 경우에도 주문 없이 단순한 외침으로 간단한 마법(플레어 애로우 등)을 발동시킬 수 있을뿐더러 지수화풍(地水火風)의 속성을 지닌 마법은 전혀 통하지 않아 숙련된 마법사나 검사가 아닌 경우에는 상당히 어려운 상대이다.
마족을 죽일 수 있는 방법은 겉으로 보이는 모습이 아닌 아스트랄 사이드를 통한 정신 마법을 사용한 공격과 그 마족보다 위에 있는 마족의 힘을 빌린 마법, 직접적으로 마력을 담은 주먹이나 검을 통한 공격, 빛의 검(고룬노바)와 같은 특수한 아이템을 통한 공격 등이 있는데, 고위 마족의 경우 그 마족보다 위에 있는 마족의 힘을 빌린 마법 이외의 방법은 통하지 않는 경우가 많고, 인간의 제한된 마력으로의 공격이다보니 회피율도 제법 높은 편이다. 확실히 고위 마족을 상대하는 방법 중 가장 효과적인 것은 로드 오브 나이트메어(Lord of Nightmare)의 힘, 그녀의 일부를 끌어내는 기가 슬레이브와 그 어둠을 검 형태로 제어할 수 있는 라그나 블레이드와 같은 마법이 가장 확실하다고 할 수 있다.
모든 것의 어머니라 할 수 있는 악몽의 왕 로드 오브 나이트메어를 간혹 마왕의 정점에 선 진정한 마왕이라 하기도 하나, 실제로 그녀는 마족의 어머니이기도 하지만 인간과 세계의 어머니이기도 하다. 그녀는 마왕으로 분류하기보다 그저 모든 것의 어머니, 혹은 모든 것 그 자체라 생각하는 편이 옳다.
또한, 마족은 자신을 만들어낸 창조자에게 절대 복종해야 하는 성질 또한 있는 듯하다. 일례로 용신관 랄타크나 용장군 라샤트는 완전한 마족임에도 불구하고, 루비아이를 배반하는 창조주 가브를 따라 루비아이를 따르는 마족과 적대했다